# Ancienne gare de Kiato
La gare de Kiato est une gare ferroviaire grecque de la ligne du Pirée à Patras, située dans la localité de Kiáto (Dème des Sicyoniens) du district régional de Corinthie dans le Péloponnèse. Elle se trouve au PK 120+200 de la ligne métrique entre Le Pirée et Patras.

## Situation ferroviaire
La gare de Kiato est située au point kilométrique (PK) 120,200 de la ligne du Pirée à Patras (écartement métrique), entre les gares fermée de Vrachati et de Néo Diminio, sur une section de ligne déclassée.

## Histoire
La gare de Kiato est mise en service le 17 septembre 1885 ouvrit lors de l'ouverture à l'exploitation  de la ligne Le Pirée - Corinthe - Kiato. 
En 2007 a lieu l'inauguration de la nouvelle gare de Kiato, dotée de voies à écartement mixte (normal et métrique) qui permettent la correspondance entre la ligne nouvelle de SKA à Kiato et la ligne métrique vers le reste du Péloponnèse.
La gare est desservie tant par des trains omnibus que par des trains Intercity jusqu'au 3 juin 2007 quand le service de trains métriques entre Athènes et Kiato est supprimé. La gare est aujourd'hui désaffectée et la ligne entre Corinthe et Kiato est déclassée.